# Power Drive
Power Drive est un jeu vidéo de course automobile développé par Rage Software et édité par U.S. Gold en 1994. Le jeu est disponible sur Amiga, Amiga CD32, DOS, Game Gear, Mega Drive et Super Nintendo. Le jeu a été adapté en 1995 sur Jaguar sous le titre Power Drive Rally.

## Contenu

### Voitures
Le joueur peut piloter 6 voitures:
- Austin Mini Cooper S
- Fiat Cinquecento
- Ford Escort RS Coworth
- Renault Clio I
- Toyota Celica GT-Four
- Vauxhall Astra III

### Circuits
- Rallye de Monte-Carlo